# Sejtnedvüreg

A növényi sejt szerkezete

Az állati sejt szerkezete

A sejtnedvüreg vagy vakuólum (latin vacuolum, a vacuum kicsinyítős formája) 
egy sejtszervecske, a növényi sejtek jellegzetes alkotóeleme, a citoplazmában levő, membránnal határolt hólyagszerű üreg. A fiatal sejtekben általában kisméretű sejtnedvüregek találhatóak nagy számban, míg az idősebb sejtekben már csak kisebb számban, összeolvadva találjuk. Az idősebb sejteknél gyakran egyetlen sejtnedvüreg marad a sejt középpontjában.
Feladata a sejtek belső terének kitöltése, a tápanyagok, valamint az anyagcseretermékek transzportja, raktározása, valamint kiválasztása.
A sejtnedvüreg a növények sejtjein kívül még a gombák sejtjeiben, valamint egyes protiszták, állatok és baktériumok sejtjeiben található.

## Térkitöltő funkció
A vakuólumok főleg idősebb sejtekben 1 darab úgynevezett központi vakuólummá olvadhatnak össze. A központi vakuólum bizonyos esetekben akár a sejt 90-95%-át is kitöltheti. Mivel belső állománya nagyrészt vizet és ionokat tartalmaz, ozmoregulációs feladatokat is ellát. A központi vakuólum belső nyomása megduzzaszthatja a sejtet, így a sejtek közötti apoplaszt tér turgor nyomásának kialakításában is fontos szerepet játszhat.

## Raktározó funkció
Egyes lombhullató növények nitrogént és szenet vonnak ki a levelek lehullatása előtt azokból, hogy fehérjeként a gyökerek és a kéreg belső részében, azok parenchima-sejtjeinek vakuólumaiban tárolják azokat. Tavasszal a tárolt fehérjék nitrogénforrásként szolgálnak az új levelek vagy virágok növesztéséhez.